# Evans Mogaka
Evans Mogaka, né le 21 décembre 1949, est un athlète kényan.

## Carrière
Evans Mogaka dispute les séries du 5 000 mètres masculin aux Jeux olympiques d'été de 1972 à Munich. Il remporte la médaille d'argent du 3 000 mètres steeple aux Jeux africains de 1973 à Lagos. Aux Jeux afro-latino-américains de 1973 à Guadalajara, il termine troisième de la course du 3 000 mètres steeple ; néanmoins, deux Africains occupant déjà le podium, la médaille de bronze ne lui est pas attribuée. Il est médaillé de bronze dans la même discipline aux Jeux du Commonwealth britannique de 1974 à Christchurch.